# Janez Detd.
Janez Detd. (forme raccourcie de Janez Determined) est un groupe belge de pop punk, originaire de Grembergen, à Termonde.

## Histoire
Janez Detd. est formé en 1994 (forme raccourcie de Janez Determined) par Bob en Bones (Nikolas). Le groupe enregistre et publie une première démo au label Green Leaf Records. Elle suit d'un mini-album intitulé Dignity and Teeth, grâce auquel ils atteignent le succès. Beaucoup plus tard, Janez Detd. attire l'intérêt du label I Scream Records qui les signe pour la sortie d'un nouvel album, Bleenies and Blockheads. Cet album comprend le single à succès Beaver Fever ; grâce à ce single le groupe remporte la catégorie de meilleur groupe scénique aux Zamu Music Awards,. Dès lors, le groupe peut enfin jouer hors de Belgique dans des pays comme l'Allemagne, les Pays-Bas, la Pologne et la Suisse.
En 1999, ils changent de label pour Virgin Music et publient leur album éponyme Janez Detd., qui comprend les singles Rock On, Summers Gone et une reprise de a-ha; Take on Me. L'album fait participer Phil Spector des Beach Boys en Phil Spector. En 2000, grâce à Take on Me, le groupe reçoit un prix aux TMF-Awards.
Vers 2001, ils jouent à un concert bénévole avec Gorki, De Mens, Circle, Zornik et .Calibre.
En 2005 sort l'album Killing Me qui comprend les singles Deep, Killing Me, et Breaking the Waves. Le single Deep est classé premier d'Afrekening (Studio Brussel). En 2006, le guitariste Lennart quitte le groupe et est remplacé par Thijs (ex-Aborted) puis définitivement par Tim Toegaert (ex-Dearly Deported). En octobre 2006, le bassiste Joeri Van Vaerenbergh les quitte ; ils sont rejoints par Thomas Maes, au début de 2007. Le groupe s'envole pour New York en 2007. Ils iront à l'Union City Studio aux côtés du producteur Jesse Cannon (Limp Bizkit, Bad Religion, The Cure et The Dillinger Escape Plan). Plus tard sort leur nouvel album, For Better For Worse, qui est un succès. Il comprend le single Your Love, une reprise du groupe The Outfield. Puis encore plus tard en juillet 2008, ils jouent à Madrid, en Espagne, à Las Ventas Arena devant 23 000 spectateurs, pendant la finale des finale X-Fighters Madrid,. Ils tournent ensuite pour la première fois hors de l'Europe au Camp Scorpio au Liban. Le 2 octobre 2008, le groupe est contacté par Activision pour les inclure dans le jeu vidéo Guitar Hero World Tour publié sur PlayStation 2, PlayStation 3, Xbox 360 et Wii. Le 17 juillet 2009, ils retournent à Madrid pour jouer pour les Red Bull X-Fighters à Las Ventas Arena. Toujours en 2009 sort l'album 15 Years of Fame qui comprend toutes leurs chansons en 15 années d'existence. Les 10 et 11 octobre 2009, Janez Detd. remporte un TMF Lifetime Achievement Award.
En 2015, leur page Facebook atteint les 3 000 likes.

## Membres

### Membres actuels
- Nikolas Van der Veken - guitare
- Bram Steemans - batterie
- Wim Vanhenden - guitare
- Joeri Van Vaerenbergh - basse, screaming
- Gunter Callewaert - claviers, samples

### Anciens membres
- Bob Haentjes - basse
- Lennart Bossu - guitare
- Thijs De Cloedt - guitare
- Tim Toegaert - guitare
- Thomas Maes  - basse

## Discographie

### Albums studio
- 1996 : Dignity and Teeth
- 1998 : Bleenies and Blockheads
- 2000 : Janez Detd.
- 2000 : Anti-Anthems
- 2005 : Killing Me
- 2006 : Like Cold Rain Kills A Summerday
- 2008 : For Better, For Worse'r
- 2009 : 15 Years of Fame

### Singles
- Walk Away
- Beaver Fever
- Saturday
- Rock On
- Take On Me
- Lisa (She's A Herpie)
- Summer's Gone
- Anti-Anthem
- Mala Vida
- Allright
- Raise Your Fist
- Killing Me
- Deep
- Your Love
- Not Ok
- Obey The Beat (Janez Detd. Circo)